# London War Cup
London War Cup - puchar Anglii w piłce nożnej, organizowany przez Londyn, w czasie II wojny światowej, w latach 1940–1942. 
W sezonie 1940/1941 zwyciężył Reading, a 1941/1942 Brentford.